# NGC 7674
NGC 7674 је спирална галаксија у сазвежђу Пегаз која се налази на NGC листи објеката дубоког неба.
Деклинација објекта је + 8° 46' 43" а ректасцензија 23h 27m 56,7s. Привидна величина (магнитуда) објекта NGC 7674 износи 13,1 а фотографска магнитуда 13,9. NGC 7674 је још познат и под ознакама UGC 12608, MCG 1-59-80, MK 533, IRAS 23254+0830, HCG 96A, CGCG 406-112, VV 343, ARP 182, KUG 2325+085, PGC 71504.